# Morti nel 1424
| Questa pagina contiene informazioni ricavate automaticamente dalle voci biografiche con l'ausilio del template Bio e di un bot. L'aggiornamento è periodico e automatico e ricostruisce completamente la pagina. Se manca una persona in questa lista, sei pregato di non aggiungerla, ma accertati piuttosto che la sua voce biografica contenga il template Bio e che i dati anagrafici siano correttamente compilati. Se il template Bio manca, inseriscilo tu stesso o, in alternativa, metti l'avviso {{tmp\|Bio}} che ne segnala la mancanza. Se i dati riportati sono sbagliati, correggi direttamente la voce biografica; le modifiche saranno visibili in questa lista entro pochi giorni. Per chiarimenti vedi il progetto biografie. La lista contiene solo le 32 persone che sono citate nell'enciclopedia e per le quali è stato implementato correttamente il template Bio. Pagina aggiornata al 10 mag 2025. |

- 4 gennaio - Giacomo Attendolo, condottiero italiano (n. 1369)
- 25 marzo - Odette de Champdivers, nobile francese (n. 1385)
- 31 marzo - Siegfried Lander von Spanheim
- 14 aprile - Lucia Visconti, nobildonna italiana (n. 1372)
- 16 aprile - Corrado IV di Friburgo, nobile svizzero
- 10 maggio - Go-Kameyama, imperatore giapponese (n. 1347)
- 2 giugno - Giannetto d'Acquasparta, condottiero italiano
- 5 giugno - Braccio da Montone, nobile e condottiero italiano (n. 1368)
- 10 giugno - Ernesto I d'Asburgo, duca (n. 1377)
- 16 giugno - Johannes Ambundii, arcivescovo cattolico tedesco (n. 1365)
- 7 agosto - Stefano Maconi, monaco cristiano, religioso e traduttore italiano (n. 1347)
- 11 agosto - Pietro Morosini, cardinale italiano
- 12 agosto - Yongle, imperatore cinese (n. 1360)
- 17 agosto - Archibald Douglas, IV conte di Douglas, nobile e militare scozzese (n. 1372)
- 17 agosto - Guglielmo II di Narbona, nobile francese
- 17 agosto - John Stewart, conte di Buchan, militare e nobile scozzese
- 11 ottobre - Jan Žižka, generale ceco
- 26 novembre - Danutė di Lituania, principessa lituana
- Isabella d'Aragona, contessa (n. 1380)
- Nicolò Castagna, nobile e politico italiano
- Ilario Doria, nobile, diplomatico e traduttore italiano
- Feltrino II Gonzaga, nobile e condottiero italiano
- Intharacha, sovrano siamese (n. 1359)
- Mariotto di Nardo, pittore italiano
- Maud Francis, contessa inglese (n. 1370)
- Stefano Mucciarelli, cardinale italiano
- Philip Repyngdon, cardinale e vescovo cattolico gallese
- Giovanni Sercambi, scrittore e illustratore italiano
- Pietro Spaur, nobile austriaco (n. 1345)
- Stefano Zaccaria, arcivescovo italiano
- Rodolfo III da Varano, condottiero e politico italiano
- Elisabetta di Kleve, principessa tedesca (n. 1378)